# Lavergne (Lot)
Lavergne – miejscowość i gmina we Francji, w regionie Oksytania, w departamencie Lot.
Według danych na rok 1990 gminę zamieszkiwało 387 osób, a gęstość zaludnienia wynosiła 44 osoby/km² (wśród 3020 gmin regionu Midi-Pyrénées Lavergne plasuje się na 686. miejscu pod względem liczby ludności, natomiast pod względem powierzchni na miejscu 1182.).